# アルパジョン＝シュル＝セール
アルパジョン＝シュル＝セール （Arpajon-sur-Cère）は、フランス、オーヴェルニュ＝ローヌ＝アルプ地域圏、カンタル県のコミューン。

## 由来
古名のArpaionemはガリア語のarepo、すなわち鋤に由来している。923年にvicaria arpajonensisという名であったことが証明されている。2007年に地元で明るみに出た用法、オック語のオーリヤック方言ではアルパジョンはOlpotsouと発音する。

## 地理
コミューンは中央高地の中にあり、セール川が流れる。国道120号線、国道590号線が通じている。

## 歴史

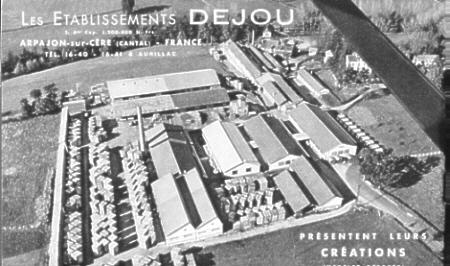
ドゥジュー社の工場

木工品、特に木のおもちゃを製造する、ドゥジュー・フェニエス・エ・フィス・エ・ラルティーグ社（Dejou Féniès & fils & Lartigue）が20世紀に町に移ってきた。木のおもちゃにはコレクターがいて、高値で売買されている。

## 人口統計
| 1962年 | 1968年 | 1975年 | 1982年 | 1990年 | 1999年 | 2006年 | 2011年 |
| ------ | ------ | ------ | ------ | ------ | ------ | ------ | ------ |
| 3071   | 3277   | 4260   | 4866   | 5296   | 5545   | 5934   | 6144   |

参照元:1999年までEHESS、2004年以降INSEE

## ゆかりの人物
- ジャン＝バティスト・ミロー（fr） - フランス革命時代の将軍

## 姉妹都市
- ボホルト、ドイツ
- バストロー、イギリス
- ブグニ、マリ共和国
- アルテア、スペイン
- ヴォロナ、ルーマニア